# (12007) Fermat
(12007) Fermat est un astéroïde de la ceinture principale.

## Description
(12007) Fermat est un astéroïde de la ceinture principale. Il fut découvert par Paul G. Comba le 11 octobre 1987 à Prescott. Il présente une orbite caractérisée par un demi-grand axe de 2,25 UA, une excentricité de 0,1 et une inclinaison de 6,36° par rapport à l'écliptique.
Il fut nommé en hommage à Pierre de Fermat (1601-1665), médecin toulousain, considéré comme le plus grand des mathématiciens amateurs de tous les temps.

## Compléments